# Oospila circumdata
Oospila circumdata är en fjärilsart som beskrevs av W. Warren 1907. Oospila circumdata ingår i släktet Oospila och familjen mätare. Inga underarter finns listade i Catalogue of Life.